# Józef Jarzębski
Józef Ludwik Jarzębski (Nieborów (voivodat de Łódź), 18 de setembre, 1878 - Varsòvia, 4 de març, 1955), va ser un violinista polonès i reconegut professor de música.

## Biografia
Era fill de Feliks i Konstancja, de soltera Klatt. Va estudiar violí al Conservatori de Varsòvia amb E. Stiller i Stanislav Barcewicz, i contrapunt amb Zygmunt Noskowski. Es va graduar el 1899. Més tard va estudiar externament al Conservatori de Sant Petersburg (diploma el 1905). Durant aquest període, va ensenyar violí a l'escola de música de Tambov. A partir del 1908, va tocar a l'orquestra del Teatre de l'Òpera de Moscou. Va continuar la seva tasca docent a Astrakhan i Jitomir.
Després de tornar a Polònia, va ser professor al Conservatori de Varsòvia entre 1918 i 1939. Entre 1946 i 1955, va ensenyar violí al PWSM de Varsòvia. Va formar molts violinistes destacats, com Grażyna Bacewicz, Zenon Bąkowski, Wacław Niemczyk, Stefan Rachoń, Eugenia Umińska, Tadeusz Wroński, Tadeusz Zygadło.
Grażyna Bacewicz va dedicar la primera part de 3 caricatures per a orquestra compostes el 1932 a Jarzębski.
Va ser enterrat al cementiri de Powązki a Varsòvia (secció PPRK-1-149).

## Ordres i condecoracions
- Creu d'Or al Mèrit (dues vegades: 10 de novembre de 1933,[5] 22 de juliol de 1952)[6]
- Medalla del 10è Aniversari de la República Popular de Polònia (19 de gener de 1955)[7]

## Premis
- Premi de Música de la Ciutat de Varsòvia (1955)

## Publicacions
- Escola de Violí – 3 parts, publicada per PWM (1a edició 1947–48).